# Podul metalic din Timișoara
Podul metalic este numele unui pod pietonal din Timișoara, care traversează Canalul Bega între străzile Ady Endre și Andrei Mureșanu. Este monument istoric cu codul LMI TM-II-m-B-06133. Mai este cunoscut și ca „Podul de Fier”.

## Istoric

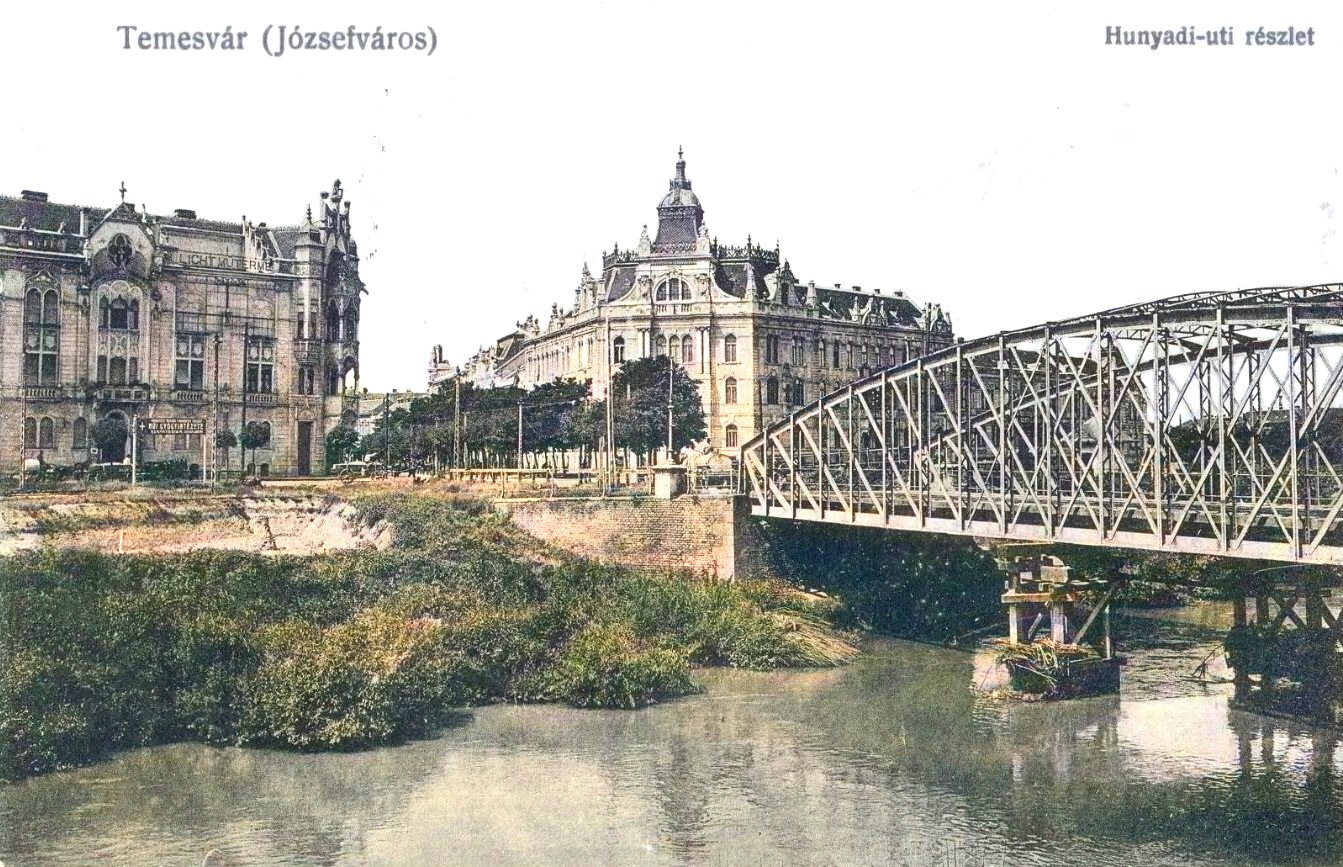
Podul metalic pe amplasamentul de la intrarea în Iosefin

Înainte de 1870, între Podul Episcopilor (maghiară Püspök híd, actualul pod din dreptul bd. Mihai Viteazu), care ducea din cetate spre Maierele Vechi, (zona actualei piețe Nicolae Bălcescu) și podul gării din Fabric (maghiară Horgony híd, actual podul General Ioan Dragalina), pe o distanță de peste un kilometru nu mai exista nici un alt pod solid. Între Poarta Petrovaradinului a cetății și cartierul Maierele Noi, actualul Iosefin, exista doar un pod de lemn. La inițiativa primarului János Török, între anii 1870–1871 a început construcția unor poduri metalice peste Bega.
Actualul pod metalic a fost construit inițial pe amplasamentul actualului pod Maria, care în epocă se numea „Hunyadi híd” (română Podul Huniade). Structura lui a fost ranforsată în 1898 pentru a putea susține greutatea sporită a tramvaielor electrice, introduse la această dată.
În 1911 s-a hotărât înlocuirea podului metalic cu unul de beton armat, mai potrivit pentru principala legătură dintre cartierele Cetate și Iosefin. Totodată s-a hotărât refolosirea suprastructurii metalice a podului pe alt amplasament. Demontarea podului s-a făcut în martie–aprilie 1913 de către Szabadalmazott osztrák-magyar államvasút társaság resiczai hídgyára (română Societatea Austro-Ungară de Căi Ferate din Reșița). Podul a fost transportat la circa 500 m în aval și depozitat pe mal, urmând să fie amplasat între străzile Török utca (română Strada turcească, actual strada Ady Endre) și Nap utca (română Strada Soarelui, actual strada Andrei Mureșanu). Podul urma să se numească Losonci híd (română Podul Losonci), după Ștefan Losonci, comandantul cetății Timișoara în timpul asediilor turcești din 1551–1552. În acest loc traversarea se făcea cu un comp, care aparținea lui M. Heim.
Amplasarea podului necesita o infrastructură de beton pe maluri, care a fost proiectată de ing. Károly Lád din cadrul serviciul tehnic al primăriei. Aceasta a fost realizată de primărie în regie proprie până la 31 octombrie 1914. Din cauza izbucnirii Primului Război Mondial, lucrările au fost oprite, fiind reluate în august 1916 și terminate la 30 noiembrie. Amplasarea suprastructurii metalice a fost făcută de Societatea de Căi Ferate în 1917.
Întrucât în apropiere era Fabrica de Lanțuri din Timișoara, podul era cunoscut drept „Podul de la Fabrica de Lanțuri”. Între timp, fabrica fiind demolată, podul mai este cunoscut drept „Podul de Fier”

## Descriere

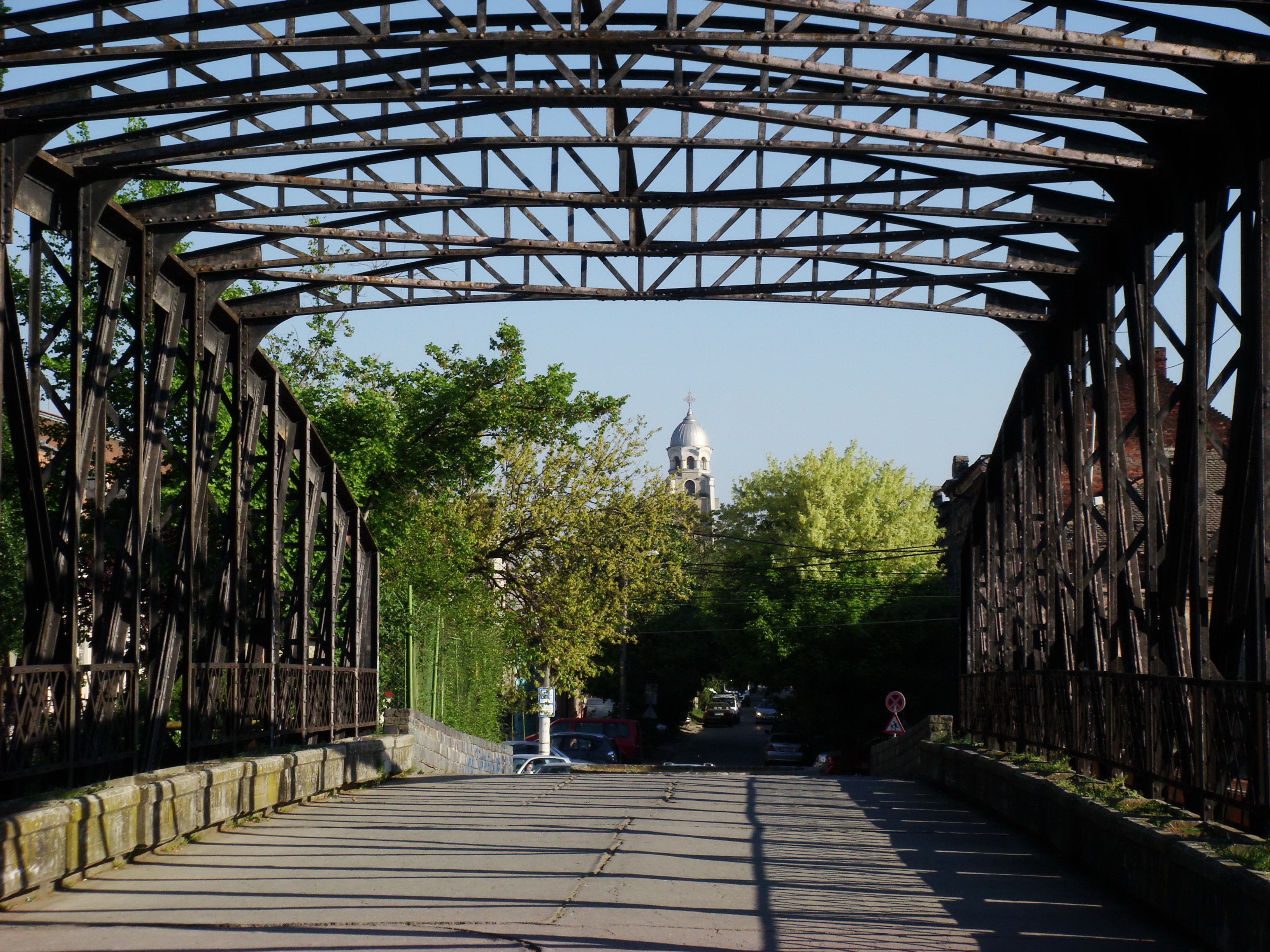
Detalii constructive

Proiectul suprastructurii metalice este unul tip, realizat de ing. Robert Tóth de la Societatea Austro-Ungară de Căi Ferate din Reșița. Podul este formată dintr-o grindă cu zăbrele, simplu rezemată, din oțel, cu laterale parabolice și calea de rulare jos. Tablierul are nouă grinzi. Elementele sunt asamblate prin nituire. Lungimea totală a podului este de 40 m, cu o deschidere de 32.80 m. Lățimea părții carosabile este de 7 m. Greutatea inițială a fost de 120 de tone.
Podul a fost amplasat la o înălțime mare, pentru realizarea cotei de dedesubt necesară navigației. Pentru accesul vehiculelor pe el era nevoie de rampe de acces pe străzile Ady Endre și Andrei Mureșanu. Acestea erau relativ înguste și realizarea rampelor ar fi îngropat casele riveranilor, ceea ce aceștia nu au consimțit. Astfel, accesul pe pod, din ambele părți, se poate face doar pe trepte, podul rămânând unul pietonal. Deoarece navigația vaselor comerciale pe Bega încetase, în 1929 primăria a făcut demersuri pentru coborârea tablierului podului cu 1,5 m, însă solicitarea a fost respinsă, chiar dacă primăria s-a angajat să ridice podul la loc dacă se reia navigația. Ca urmare, trotuarele pietonale, inițial cu lățimea de câte 2 m, au fost desființate, structura susținând în zona lor conducte. Situația este neschimbată și în prezent.

## Legenda
În anii 1970 a apărut, inclusiv în presă, legenda că podul ar fi fost proiectat și realizat de Alexandre Gustave Eiffel și că ar fi cunoscut drept „Podul Eiffel”, posibil prin confuzia cu Podul Eiffel, podul fiind tot unul metalic, respectiv că la Reșița s-a produs Podul din centru de la Seghedin⁠(d), proiectat, într-adevăr, de Eiffel. Examinarea planurilor a infirmat această legendă.